# فاضل ووکری
فاضل ووکری (صربی‌کرواتی: Fadilj Avdulah Vokri; ۲۳ ژوئیهٔ ۱۹۶۰ – ۹ ژوئن ۲۰۱۸) بازیکن فوتبال اهل یوگسلاوی بود.
از باشگاه‌هایی که در آن بازی کرده‌است می‌توان به باشگاه فوتبال فنرباغچه، باشگاه فوتبال نیم المپیک، و باشگاه فوتبال پارتیزان اشاره کرد.